# DC超級寵物軍團
是一部2022年美國3D電腦動畫超級英雄喜劇片，由傑瑞德·斯特恩編導。該片改編自傑瑞·西格爾和科特·斯萬創作的DC漫畫超級英雄團隊超級寵物軍團，主要配音員包括巨石強森、凱文·哈特、凱特·麥金儂、約翰·卡拉辛斯基、凡妮莎·拜爾、娜塔莎·雷昂、迪耶哥·路那和基努·李維。
《DC超級寵物軍團》2022年7月27日於洛杉磯首映，2022年7月29日美國院線上映。這部電影獲得的評價以正面為主，媒體和影評家稱讚其動畫、核心議題、幽默輕鬆的風格和動作片段，但也有部份批評電影仰賴DC漫畫世界觀與英雄支撐劇情的意見。電影入圍第95屆奧斯卡金像獎最佳動畫片角逐名單，但最終未進入決選階段。

## 角色

### 主要角色
- 超狗氪普托（英语：Krypto）：來自氪星的拉布拉多犬，超人的寵物狗。
- 蝙蝠獵犬王牌（英语：Ace the Bat-Hound）：動物收容所的老大，是個具有超人力氣兼刀槍不入的拳師犬，後來成為蝙蝠俠的寵物狗。
- 露露（Lulu）：邪惡的無毛天竺鼠（英语：Skinny pig）。
- 奇比（英语：Ch'p）：手掌可以發射出閃電的歐亞紅松鼠，後來成為綠光戰警的寵物松鼠。
- 莫特龜（英语：Terrific Whatzit）：具有神速力的紅耳龜，後來成為閃電俠的寵物烏龜。
- 小碧（PB）：可以隨意改變身形的大肚豬，後來成為神力女超人的寵物豬。
- 凱斯（Keith）：露露招募的天竺鼠，後來成為水行俠的寵物天竺鼠。
- 馬克（Mark）：露露招募的天竺鼠，後來成為鋼骨的寵物天竺鼠。

### 正義聯盟
- 克拉克·肯特／超人：來自氪星的超級英雄，大都會的守護者，氪普托的主人。
- 布魯斯·韋恩／蝙蝠俠：美國億萬富翁、花花公子、企業家和慈善家，高譚市的守護者，王牌的主人。
- 黛安娜·普林斯／神力女超人：來自天堂島的戰士公主，小碧的主人。
- 亞瑟·庫瑞／水行俠：有著亞特蘭提斯血統的半神戰士，也是亞特蘭提斯的國王。
- 貝瑞·艾倫／閃電俠： 以帶電的光速奔跑的法醫科學家，莫特龜的主人。
- 維克多·史東／鋼骨：前美式足球運動員，因一次意外被改造成半人半機械的生化人。
- 潔西卡·克魯茲／綠光戰警：綠光軍團的成員，奇比的主人。

### 其他角色
- 露薏絲·蓮恩：《星球日報》記者兼超人的女友。
- 雷克斯·路瑟：雷克斯企業（英语：LexCorp）的總裁，超人的宿敵。
- 喬·艾爾：超人的生父。
- 蘿拉（英语：Lara (character)）：超人的生母。
- 柏迪（Patty）：動物收容所的主人。
- 提斯-亞當／黑亞當：在片尾之後登場與超人寒暄幾句，他的寵物狗阿努比斯被氪普托吐糟反英雄的表現與反派沒有分別。

## 配音員
| 角色                      | 配音員           | 配音員 | 配音員 | 配音員 |
| 角色                      | 美國             | 台灣   | 香港   |        |
| ------------------------- | ---------------- | ------ | ------ | ------ |
| 超狗氪普托                | 巨石強森         | 大淵   | 蔡忠衛 |        |
| 蝙蝠獵犬王牌              | 凱文·哈特        | 蛇丸   | 少爺占 |        |
| 露露                      | 凱特·麥金儂      | 丘梅君 | 曾佩儀 |        |
| 奇比                      | 迪耶哥·路那      | 賈文安 | 岑珈其 |        |
| 莫特龜                    | 娜塔莎·雷昂      | 崔幗夫 | 陳安瑩 |        |
| 小碧                      | 凡妮莎·拜爾      | 錢欣郁 | 麥紫筠 |        |
| 雷克斯·路瑟               | 馬克·馬龍        | 李景唐 | 高翰文 |        |
| 克拉克·肯特／超人         | 約翰·卡拉辛斯基  | 于正昇 | 梁皓翔 |        |
| 布魯斯·韋恩／蝙蝠俠       | 基努·李維        | 孫誠   | 陳旭恆 |        |
| 露薏絲·蓮恩               | 奧莉薇亞·魏爾德  | 傅其慧 | 顧詠雪 |        |
| 黛安娜·普林斯／神力女超人 | 賈米拉·賈米爾    | 汪世瑋 | 馬慧琪 |        |
| 亞瑟·庫瑞／水行俠         | 傑梅奈·克萊門特  | 陳彥鈞 | 李建良 |        |
| 貝瑞·艾倫／閃電俠         | 約翰·爾利        | 李世揚 | 黎景全 |        |
| 維克多·史東／鋼骨         | 戴維德·迪格斯    | 陳煌典 | 賈澤麟 |        |
| 潔西卡·克魯茲／綠光戰警   | 達絲莎·坡蘭科    | 陳貞伃 | 賴芸芬 |        |
| 凱斯                      | 湯瑪士·米德迪奇  | 陳煌典 | 張進翹 |        |
| 馬克                      | 班·許瓦茲        | 孟慶府 | 陳振聲 |        |
| 喬·艾爾                   | 艾佛烈·蒙利納    | 孫誠   | 陳旭恆 |        |
| 蘿拉                      | 琳娜·海蒂        | 陳美貞 | 馬慧琪 |        |
| 柏迪                      | 伊薇特·妮可·布朗 | 汪世瑋 | 鄧潔麗 |        |
| 提斯-亞當／黑亞當         | 巨石強森         | 陳彥鈞 |        |        |
| 阿努比斯                  | 巨石強森         | 李世揚 |        |        |

## 製作
2018年7月，傑瑞德·斯特恩（Jared Stern）受聘編導一部改編自《超級寵物軍團》的電影。2019年1月，宣佈山姆·萊文（Sam Levine）將擔任該片的聯合導演，而派翠西亞·希克斯（Patricia Hicks）簽約擔任製片人。2021年5月，宣佈巨石強森加入配音陣容，聲演超級狗氪普托，而強森、丹妮·加西亞、海勒姆·加西亞（Hiram Garcia）和斯特恩也將擔任製片人，約翰·雷戈雅、葛倫·費卡拉和尼可拉斯·史托勒擔任執行製片人。6月，宣佈凱文·哈特、凱特·麥金儂、約翰·卡拉辛斯基、凡妮莎·拜爾、娜塔莎·雷昂、迪耶·哥路那和基努·李維加入配音陣容。2021年9月，宣佈馬克·馬龍加入配音陣容，聲演雷克斯·路瑟。

## 發行
《DC超級寵物軍團》由華納兄弟於2022年7月29日美國上映。此前，上映日期曾定於2021年5月21日。

### 評價
爛番茄根據148條評論，本片獲得72%的新鮮度，平均得分6.4/10，觀眾投票獲得88%的分數，平均得分為4.3／5。在Metacritic上，電影獲得56分。

### 票房
| 上一届： 《》 | 2022年美國週末票房冠軍 第30週 | 下一届： 《子彈列車》 |

## 外部連結
- 官方网站
- 互联网电影数据库（IMDb）上《DC超級寵物軍團》的资料（英文）
- Box Office Mojo上《DC超級寵物軍團》的資料（英文）
- 爛番茄上《DC超級寵物軍團》的資料（英文）
- Metacritic上《DC超級寵物軍團》的資料（英文）
- AllMovie上《DC超級寵物軍團》的资料（英文）
- 開眼電影網上《DC超級寵物軍團》的資料（繁體中文）
- Yahoo奇摩電影上《DC超級寵物軍團》的資料（繁體中文）
- 雅虎香港電影上《DC超級寵物軍團》的資料（繁體中文）
- 时光网上《DC超級寵物軍團》的資料（简体中文）
- 豆瓣电影上《DC超級寵物軍團》的資料 （简体中文）